# Epipleoneura manauensis
Epipleoneura manauensis är en trollsländeart som beskrevs av Santos 1964. Epipleoneura manauensis ingår i släktet Epipleoneura och familjen Protoneuridae. IUCN kategoriserar arten globalt som livskraftig. Inga underarter finns listade i Catalogue of Life.